# ستان ليونارد (لاعب غولف)
ستان ليونارد هو لاعب غولف كندي، ولد في 2 فبراير 1915 في فانكوفر في كندا، وتوفي في 15 ديسمبر 2005 بسبب نوبة قلبية.